# TensorFlow
TensorFlow är ett programvarubibliotek av öppen källkod för maskininlärning som har utvecklats och används av Google.
Programvaran har bland annat följande egenskaper:
- Stor flexibilitet i hur grafer konfigureras
- Automatisk härledning av inlärningsfunktion
- Samtidig träning och produktion
- Flyttbar mellan operativsystem och maskinvaror
- Alternativa programmeringsspråk
- Kan optimeras för beräkningshastighet